# 797
797 (DCCXCVII) je bilo navadno leto, ki se je po julijanskem koledarju začelo na nedeljo.

## Dogodki
- 1. januar

## Rojstva
- Bernard Langobardski, kralj Italije († 818)
- Pipin I. Akvitanski, kralj Akvitanije (†  838)

## Smrti
- Konstantin VI., cesar Bizantinskega cesarstva (* 771)